# De Havilland DH.89 Dragon Rapide

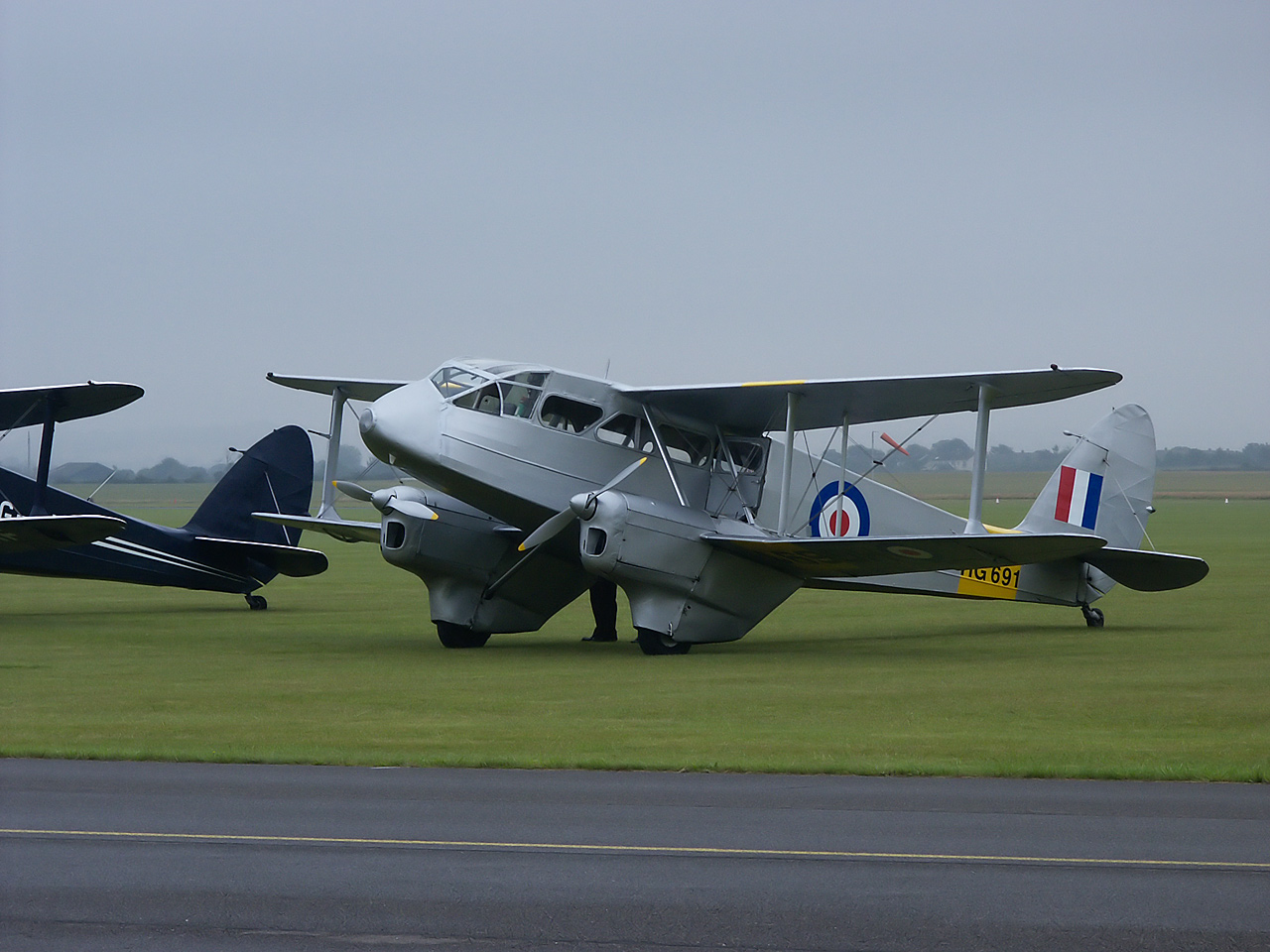
Una vista anteriore destra di un DH.89 Dragon Rapide presente al Duxford Airshow del 2005.

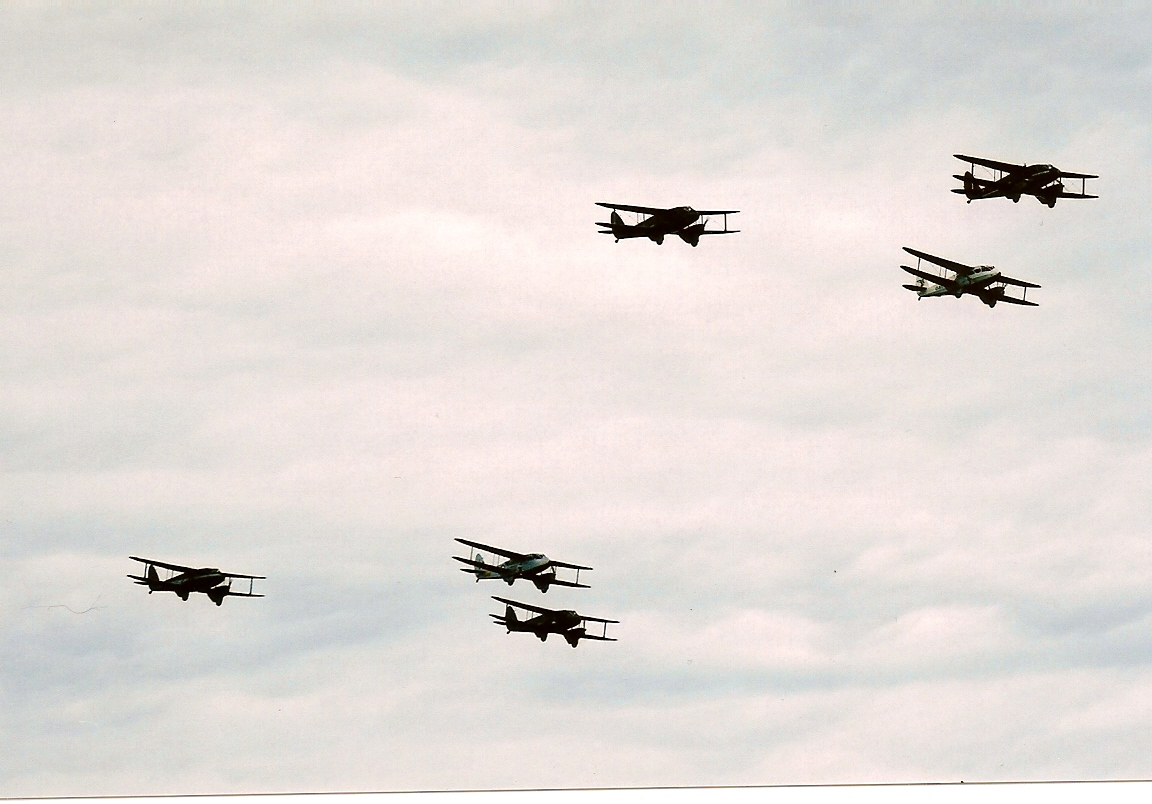
Una serie di Dragon Rapide in formazione durante una recente manifestazione aerea.

Il de Havilland DH.89 Dragon Rapide fu un aereo da trasporto passeggeri, bimotore e biplano, sviluppato dall'azienda aeronautica britannica de Havilland Aircraft Company nei primi anni trenta.
Progettato per integrare la propria gamma di modelli sul mercato dell'aviazione commerciale, fu essenzialmente una versione bimotore e a scala ridotta del precedente de Havilland DH.84 Dragon e destinato ad operare su rotte a corto raggio. Usato successivamente anche come aereo da addestramento nelle scuole di volo della Royal Air Force, venne ridenominato in quel ruolo DH.89B Dominie.

## Storia del progetto
Nei primi anni trenta la de Havilland decise di avviare lo sviluppo di una variante migliorata del precedente de Havilland DH.84 Dragon caratterizzata dal maggior comfort di viaggio e dalla maggior velocità di crociera. Il progetto, supervisionato da Geoffrey de Havilland e al quale era stata assegnata la denominazione Dragon Six, prevedeva per la sua realizzazione il riutilizzo di parti del più grande quadrimotore DH.86 Express tra cui le ali e la stessa motorizzazione affidata a una coppia di 6 cilindri in linea Gipsy Six.
Il prototipo, identificato con il codice aziendale E-4, volò per la prima volta il 17 aprile 1934, affidato al pilota collaudatore dell'azienda H. S. Broad, che ai suoi comandi lo sollevò dalla pista aziendale ad Hatfield, nell'Hertfordshire. Esaurite le prove preliminari che confermarono le qualità del progetto, il prototipo venne ceduto alla Ostschweizer Aero-Gesellschaft, società svizzera con sede a San Gallo, che immatricolato CH-287 lo utilizzò per operare voli turistici da Zurigo a Sankt Moritz, per poi continuare a volare con marche HB-ARA, quindi HB-APA, operando per la compagnia aerea Swissair dal 1937 al 1954.
Con l'avvio alla produzione di serie venne ridenominato ufficialmente Dragon Rapide e nel periodo prima dello scoppio della seconda guerra mondiale riuscì ad avere un ottimo successo commerciale.
Con lo scoppio del conflitto vennero realizzate alcune versioni da addestramento per la formazione di navigatori ed operatori radio nelle scuole di volo della Royal Air Force.

## Tecnica
Il Dragon Rapide era un velivolo caratterizzato dalla configurazione alare biplana, realizzato in tecnica mista con struttura in tubi di acciaio saldati ed intelaiatura in legno rivestite in tela, tranne il muso, realizzato in un unico pezzo in lega leggera. La fusoliera era a sezione rettangolare, dotata di cabina di pilotaggio monoposto chiusa e di scompartimento passeggeri capace di 8 posti a sedere. Posteriormente la fusoliera terminava in una coda dall'impennaggio classico monoderiva di grandi dimensioni. Le ali erano di egual misura, a pianta ellittica, con l'inferiore leggermente disassata verso la parte posteriore, entrambe dotate di alettoni, collegate tra loro da una serie di montanti e tiranti in filo d'acciaio. La propulsione era affidata a due motori de Havilland Gipsy Six da 200 hp (149 kW) ciascuno, montati in due gondole fissate all'ala inferiore che integravano anche il carrello d'atterraggio anteriore, fisso e carenato, completato da un ruotino d'appoggio posteriore posto sotto la coda.

## Impiego operativo
Un De Havilland inglese della compagnia Olley Air Service venne noleggiato dal giornalista spagnolo Luis Bolin per conto del marchese Luca De Tena proprietario del quotidiano ABC, insieme a due finti turisti, per condurre l'11 luglio Francisco Franco dalle Canarie al Marocco perché assumesse il comando dell'Armata d'Africa dopo l'insurrezione che diede inizio alla Guerra Civile Spagnola.

## Versioni
- DH.89 Dragon Six - prototipo
- DH.89 - prima versione di serie
- DH.89A - versione migliorata, dotata di un faro di atterraggio posizionato sul muso, di diverse estremità alari e cabina riscaldata
- DH.89A Mk 4 - versione derivata dal D.H. 89A, motorizzata de Havilland Gipsy Queen 2 abbinati ad eliche a passo fisso
- DH.89A Mk 5 - versione derivata dal D.H. 89A, motorizzata de Havilland Gipsy Queen 3 abbinati ad eliche a passo variabile
- DH.89A Mk 6 - versione derivata dal D.H. 89A, motorizzata Fairey X5 abbinati a eliche a passo fisso
- DH.89M - versione militare da trasporto prodotta per la Lituania e Spagna.
- DH.89B Dominie Mk I - versione militare da addestramento per la formazione di navigatori ed operatori radio
- DH.89B Dominie Mk II - versione militare da trasporto e collegamento

ricordiamo, inoltre, le versioni dell'aereo da idrovolante, da trasporto passeggeri e merci.

## Utilizzatori

### Civili
Australia
- Australian National Airways
- Royal Flying Doctor Service

 Canada
- Canadian Pacific
- Quebec Airways

 Finlandia
- Aero Oy - 2 esemplari

 Iraq
- Iraqi Airways

 Irlanda
- Aer Lingus
- Aer Turas - un esemplare

 India
- Air India
- Indian National Airways
- Tata Airlines

 Malaysia
- Borneo Airways

 Paesi Bassi
- KLM

 Nuova Zelanda
- National Airways Corporation
- Union Airways of N.Z. Ltd

 Regno Unito
- Air Atlantique Classic Flight
- British European Airways
- Classic Wings, su goliathres.com (archiviato dall'url originale il 16 ottobre 2015).
- British Westpoint
- Scottish Airways
- Scillonia Airways
- Trans European Aviation
- Crilly Airways Ltd
- Hillmans Airways
- Mayflower Air Services
- Olley Air Services
- Railway Air Services
- Westward Airways (Lands End)

 Romania
- LARES

 Jugoslavia
- Aeroput

### Militari
Australia
- Royal Australian Air Force

 Belgio

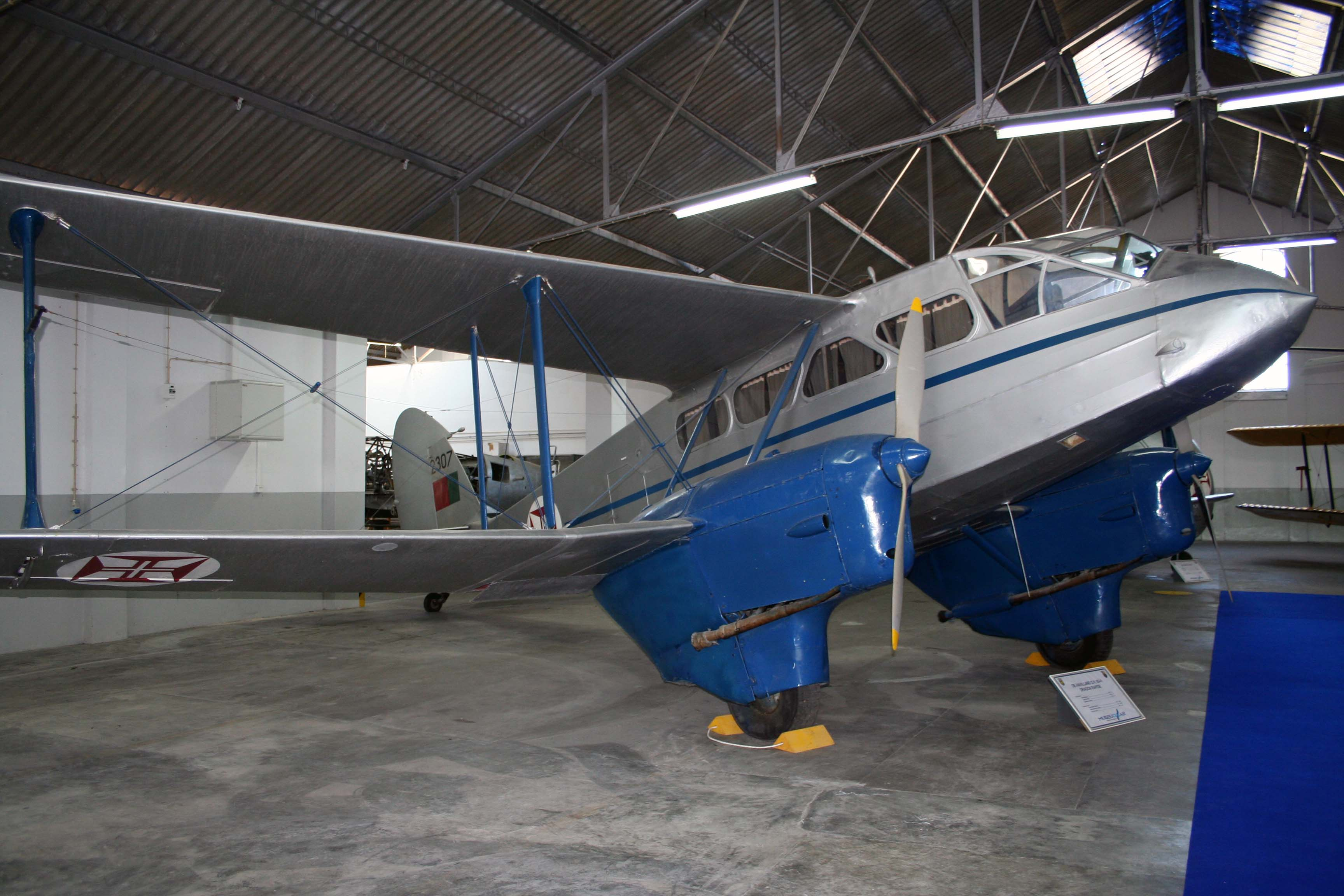
Il Dragon Rapide, utilizzato dalla Força Aérea Portuguesa dal 1948 al 1968, esposto presso il Museo do Ar.

- Composante air de l'armée belge - 7 esemplari operativi dal 1946

 Canada
- Royal Canadian Air Force

 Finlandia
- Suomen ilmavoimat

 Germania
- Luftwaffe - prede di guerra

 Iran
- Nirou Havai Shahanshahiye Iran

 Israele
- Heyl Ha'Avir

 Lituania
- Karinės oro pajėgos - 2 esemplari di DH.89M

 Nuova Zelanda
- Royal New Zealand Air Force

 Portogallo
- Força Aérea Portuguesa

un esemplare ex Airline Transport Company acquisito nel 1948 e rimasto operativo fino al 1968
 Regno Unito
- Royal Air Force
- Fleet Air Arm

 Spagna
- Fuerzas Aéreas de la República Española - 3 esemplari di DH.89M

 Sudafrica
- Suid-Afrikaanse Lugmag

 Stati Uniti
- United States Army Air Force

### Periodici
- (EN) D.H. "Dragon Six", in Flight, Sutton, Surrey, UK, Reed Business Information Ltd, 26 aprile 1934,  p. 407. URL consultato il 15 settembre 2012.